# Iwan Mykołajczuk
Iwan Wasylowycz Mykołajczuk, ukr. Іван Васильович Миколайчук (ur. 15 czerwca 1941 w Czortoryi, zm. 3 sierpnia 1987 w Kijowie) – ukraiński aktor filmowy i telewizyjny, a także scenarzysta i reżyser filmowy. W swojej karierze zagrał w blisko 40 filmach i serialach telewizyjnych.

## Życiorys
W 1957 ukończył kurs aktorski w Szkole Muzyczno-Teatralnej w Czerniowcach, po czym w 1965 stał się absolwentem studiów aktorskich na uczelni filmowo-teatralnej w Kijowie. Od 1965 pracował w kijowskiej wytwórni filmowej im. Ołeksandra Dowżenki.
Do historii kina przeszła jego wczesna główna rola w legendarnym filmie o Hucułach Cienie zapomnianych przodków (1964) Siergieja Paradżanowa. Obraz ten, uważany przez władze ZSRR za nacjonalistyczny, gdyż nakręcony w całości w miejscowym dialekcie i skupiony na lokalnym folklorze, poskutkował dla Mykołajczuka odgórnym zakazem pracy przez kolejne pięć lat.
Artysta nie poddał się jednak naciskom i prześladowaniom, kontynuując pracę zarówno w charakterze aktora, jak również scenarzysty i reżysera. Stał się inspiracją dla innych ukraińskich ludzi kultury poszukujących swojej tożsamości w radzieckiej rzeczywistości. Gdy zmarł na raka w 1987 w wieku 46 lat, jego dom rodzinny w Czortoryi przekształcono w muzeum.